# 남원 실장사 백장암 범종
남원 실상사 백장암 범종(南原 實相寺 百丈庵 梵鍾)은 전북특별자치도 남원시 실상사 백장암에 있는 종이다. 2007년 1월 19일 전라북도의 유형문화재 제211호로 지정되었다.

## 특징
이 범종은 실상사 백장암에 봉안되어 있으며 1743년에 조성되었다. 전체높이는 64cm, 직경 42cm 로 그리 크지 않은 규모로서 전체적으로 보존상태는 매우 양호한 편이다.
종 윗부분에는 천판이 둥글게 솟아있으며, 천판에는 1마리의 용이 네 발을 천판 위에 굳게 디디고 S자형으로 몸을 휜 채 고개를 쳐들고 꼬리로는 힘차게 음통을 휘감고 정면을 향해 응시하는 모습이 조각되어 있다. 음통은 표면에 아무런 문양도 없는 단순한 형태이다.
종신(鐘身)의 형태는 천판이 불룩하게 솟아있고 종신의 중간 부분 이하가 거의 직선으로 처리되어 아담하면서도 균형있는 모습을 보여준다. 이처럼 마치 외형이 포탄을 반으로 자른 듯한 종형은 조선후기 범종의 특징 가운데 하나로서 고성 옥천사 범종 및 선적사 범종(현 향림사 보관) 등과 유사한 모습이다. 천판과 종신이 만나는 부분은 가는 條線으로 구분하였으며, 그 아래 상대에는 1줄의 범자문원권대(梵字文圓圈帶)를 띄엄띄엄 배치하였다. 상대 아래에는 약간의 간격을 두고 거의 정사각형(가로 19cm, 세로 18.8cm)에 가까운 모양의 유곽대(乳廓帶)와 보살상을 교대로 배치하였다. 유곽의 둘레는 가는 선으로 연화당초문을 유려하게 조각하였으며, 내부에는 둥근 원 안에 연화문을 선각하고 중간에 도톰한 형태의 유두(乳頭)를 배치하였다. 유곽과 유곽 사이에는 왼쪽으로 몸을 틀고 연꽃대좌 위에 서있는 보살입상이 4구 주조되었는데, 종의 규모에 비해 다소 큰 듯하며 각선이 형식적이며 거칠다.
유곽의 아래에는 도톰한 돌기선이 1조 둘러져 있으며 하단부에는 아무런 문양도 없이 간단하게 명문대가 배치되었다. 명문은 “中鍾重 五十斤 有司敬仁 掌務時宇 乾隆捌年 癸亥三月日 咸陽 安國庵”이라고 적혀있어 이 종은 원래 함양(咸陽) 안국암(安國庵)의 범종으로 주조되었으며 무게는 50근임을 알 수 있다.

## 같이 보기
- 백장암

## 참고 자료
- 백장암소장범종 - 국가유산청 국가유산포털